# Prosopopea
La prosopopea (προσωποποιία, 'personificazione', dal greco antico prósopon, 'persona', e poiéo, 'faccio') è una figura retorica basata sulla personificazione di oggetti inanimati o di astrazioni, come la Patria o la Gloria. È prosopopea anche il dar voce a persone defunte. È associabile alla favola, componimento breve in cui si dà voce ad animali o oggetti.

## Esempi
Celebri esempi di prosopopea sono quella del Critone di Platone, dove le Leggi di Atene parlano a Socrate e pretendono che ad esse sia dovuta obbedienza anche quando sono sfavorevoli, o quella delle Catilinarie di Cicerone, in cui l'autore immagina che la Patria sdegnata rimproveri Catilina, reo di aver organizzato una congiura contro di essa.

Altro celebre esempio di prosopopea si ha nella Bibbia quando nei libri sapienziali la Sapienza Divina viene personificata e rivolge la parola al popolo e al lettore:
Nella poesia italiana, celebre esempio di prosopopea sono i cipressi di Bolgheri che parlano a Carducci nella poesia "Davanti a San Guido".